# Făureni, Cluj
Făureni, colocvial Covaciu, (în maghiară Kolozskovácsi, colocvial Kovácstelke) este un sat în comuna Vultureni din județul Cluj, Transilvania, România.

## Bibliografie

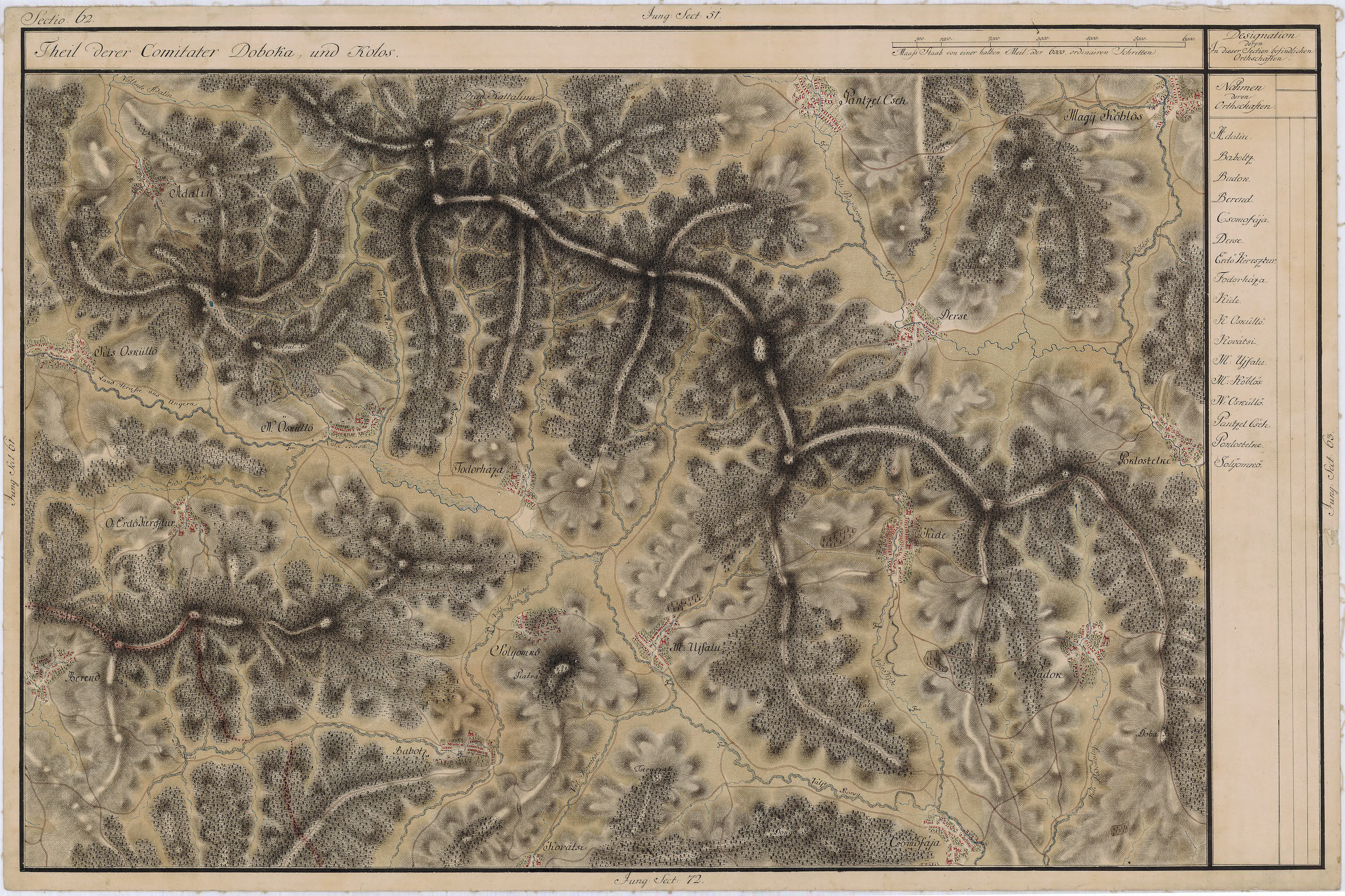
Făureni în Harta Iosefină a Transilvaniei, 1769-1773

## Vezi și
- Biserica de lemn din Făureni, Cluj

## Galerie de imagini

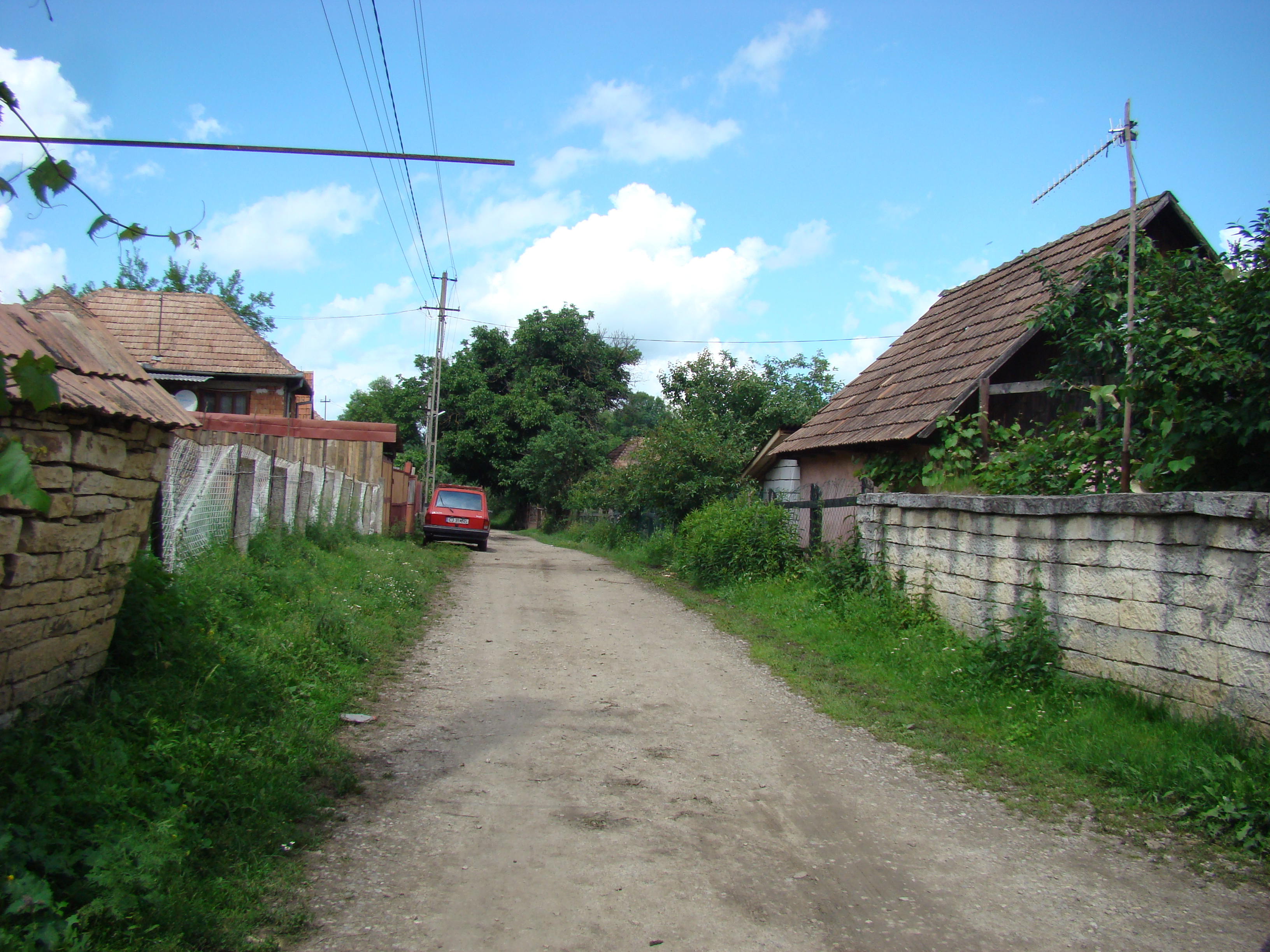
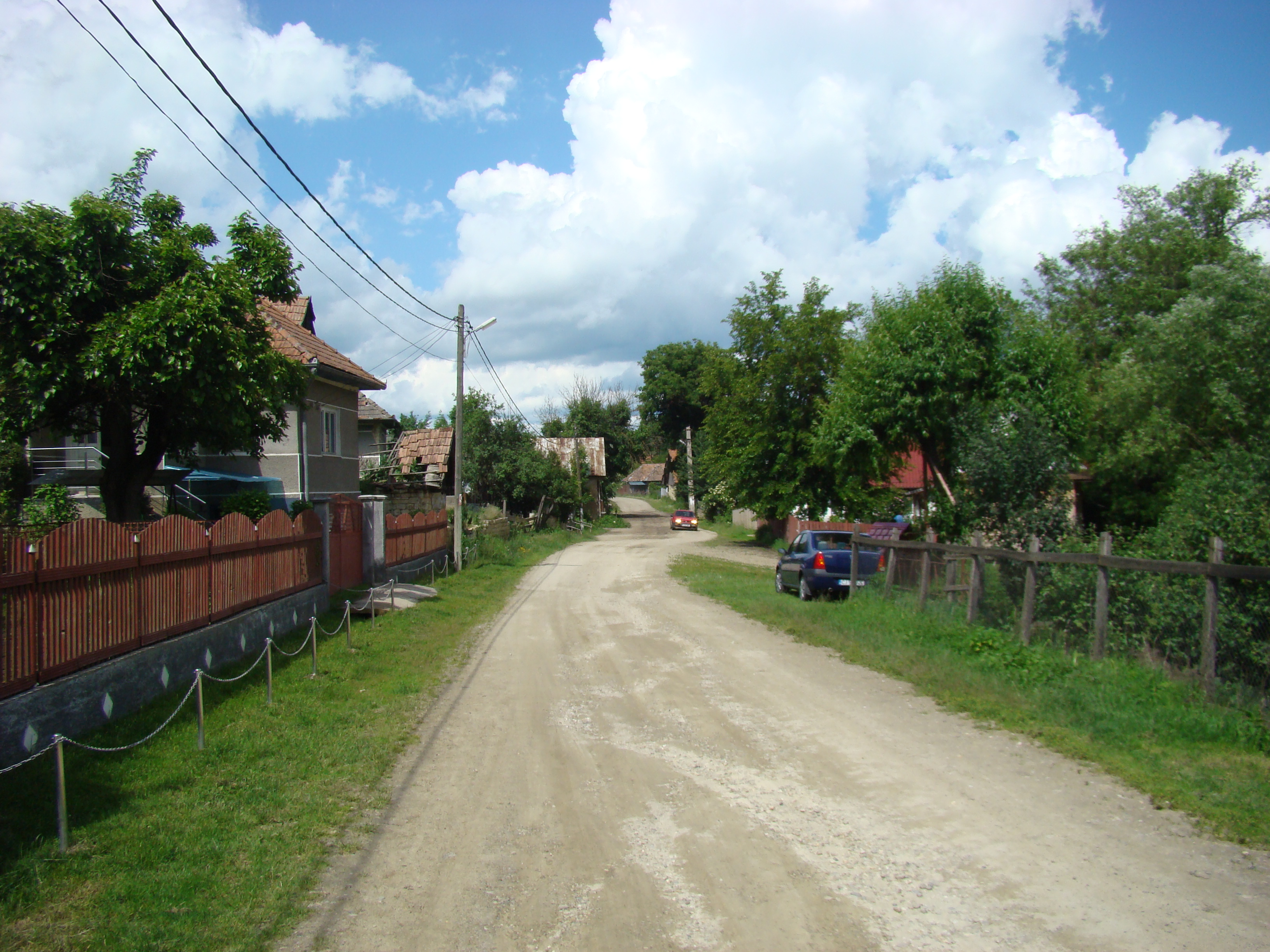
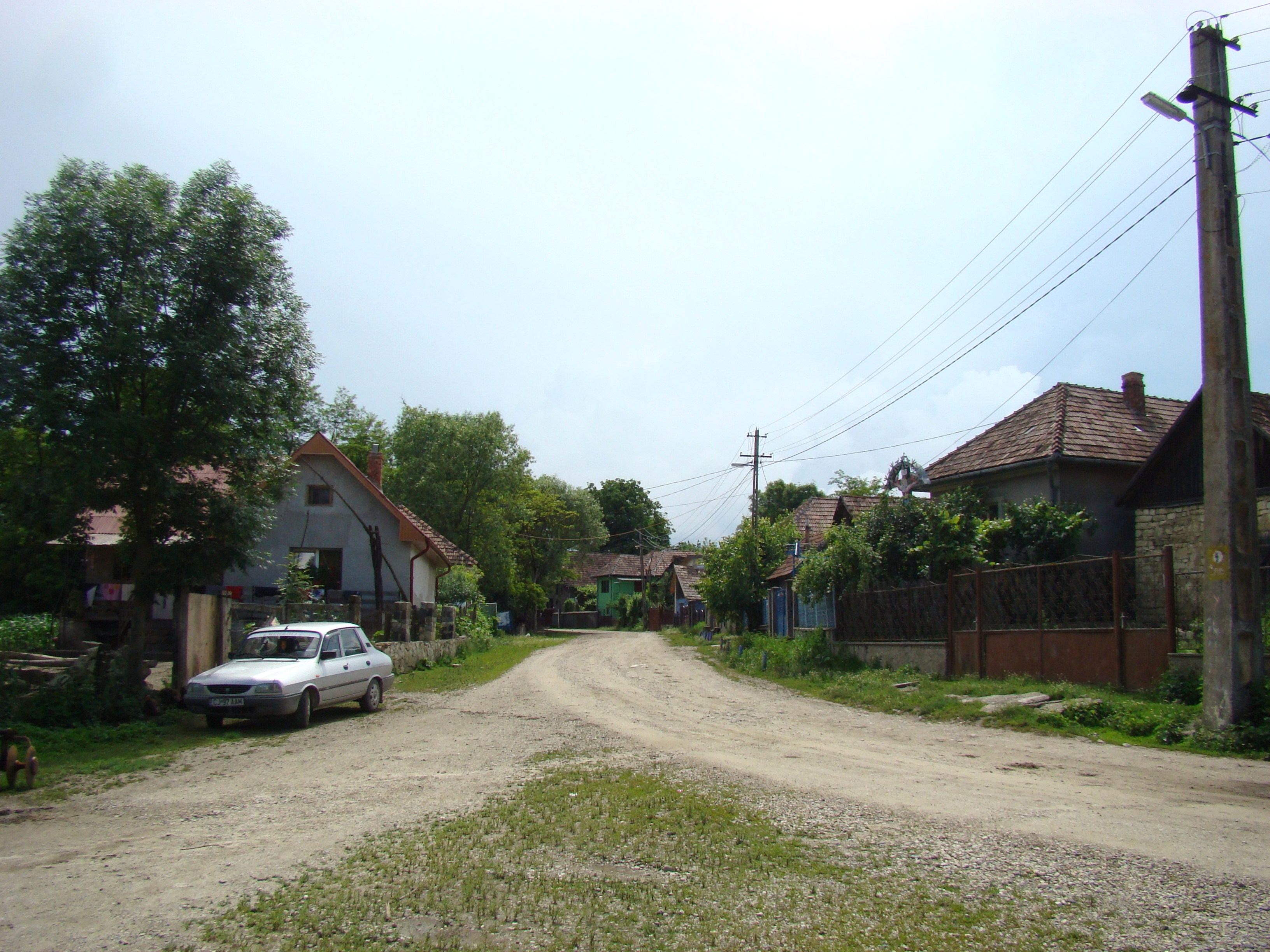
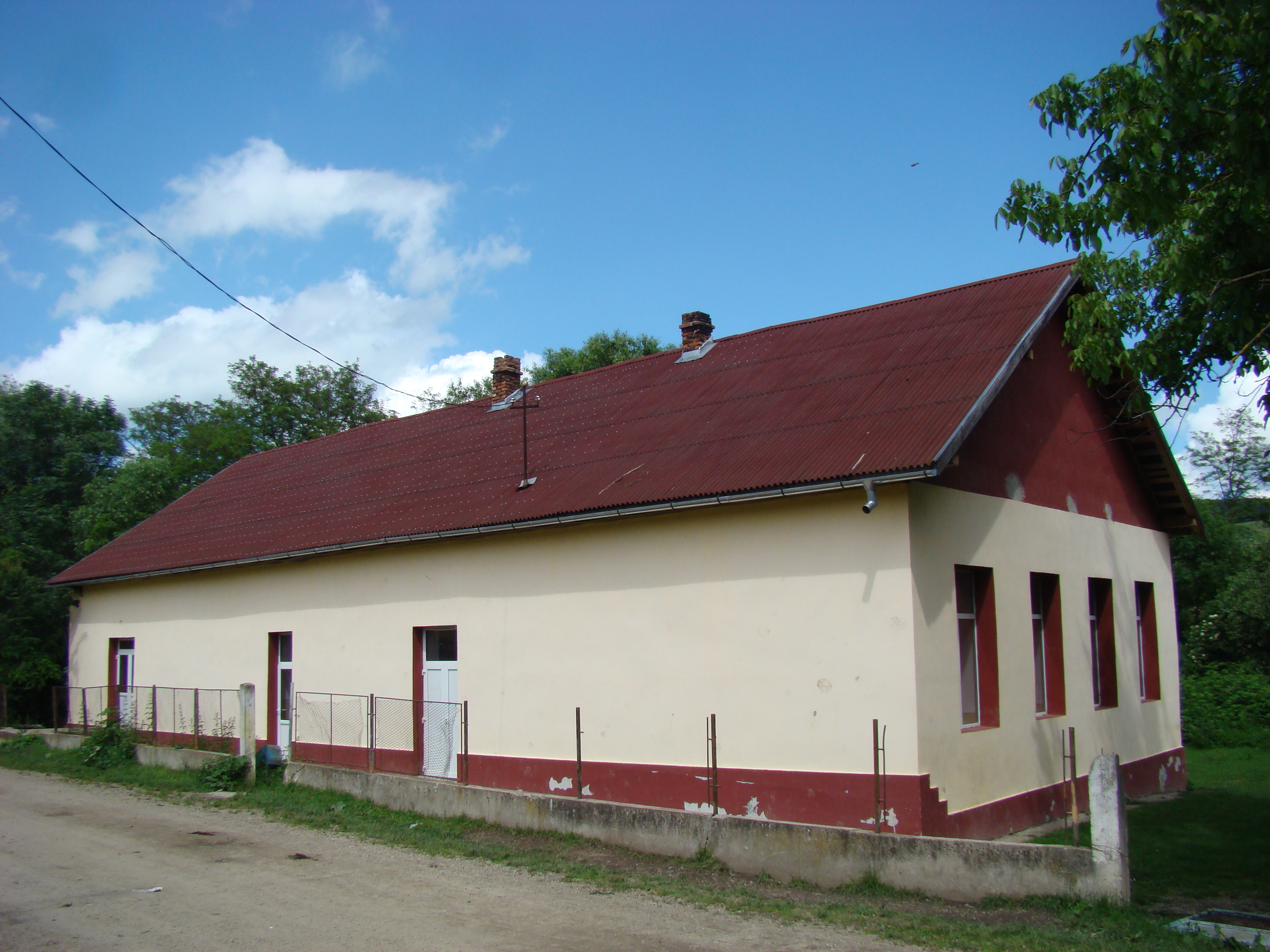
Școala
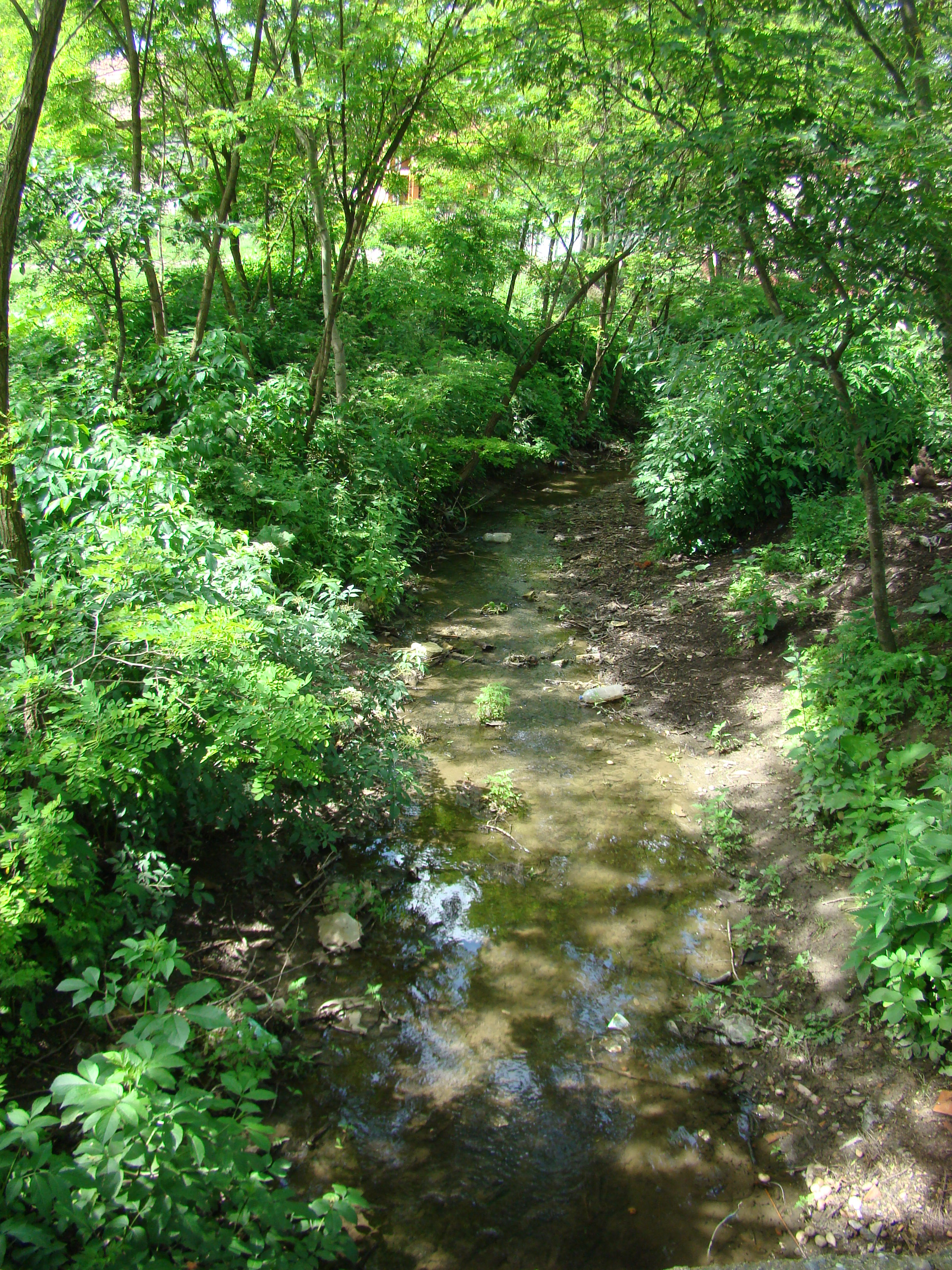
Valea Căuaciului (Făurenilor)
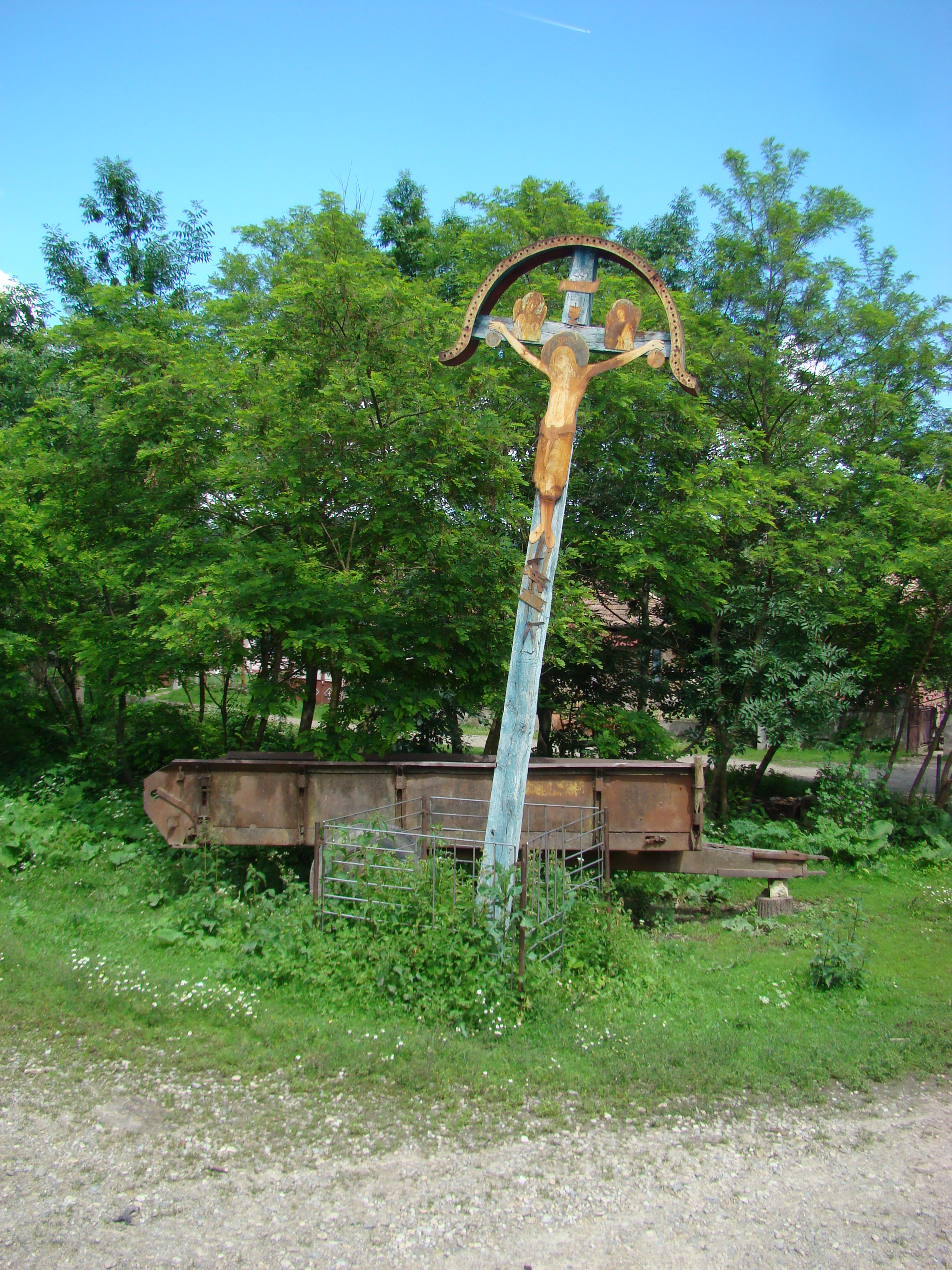
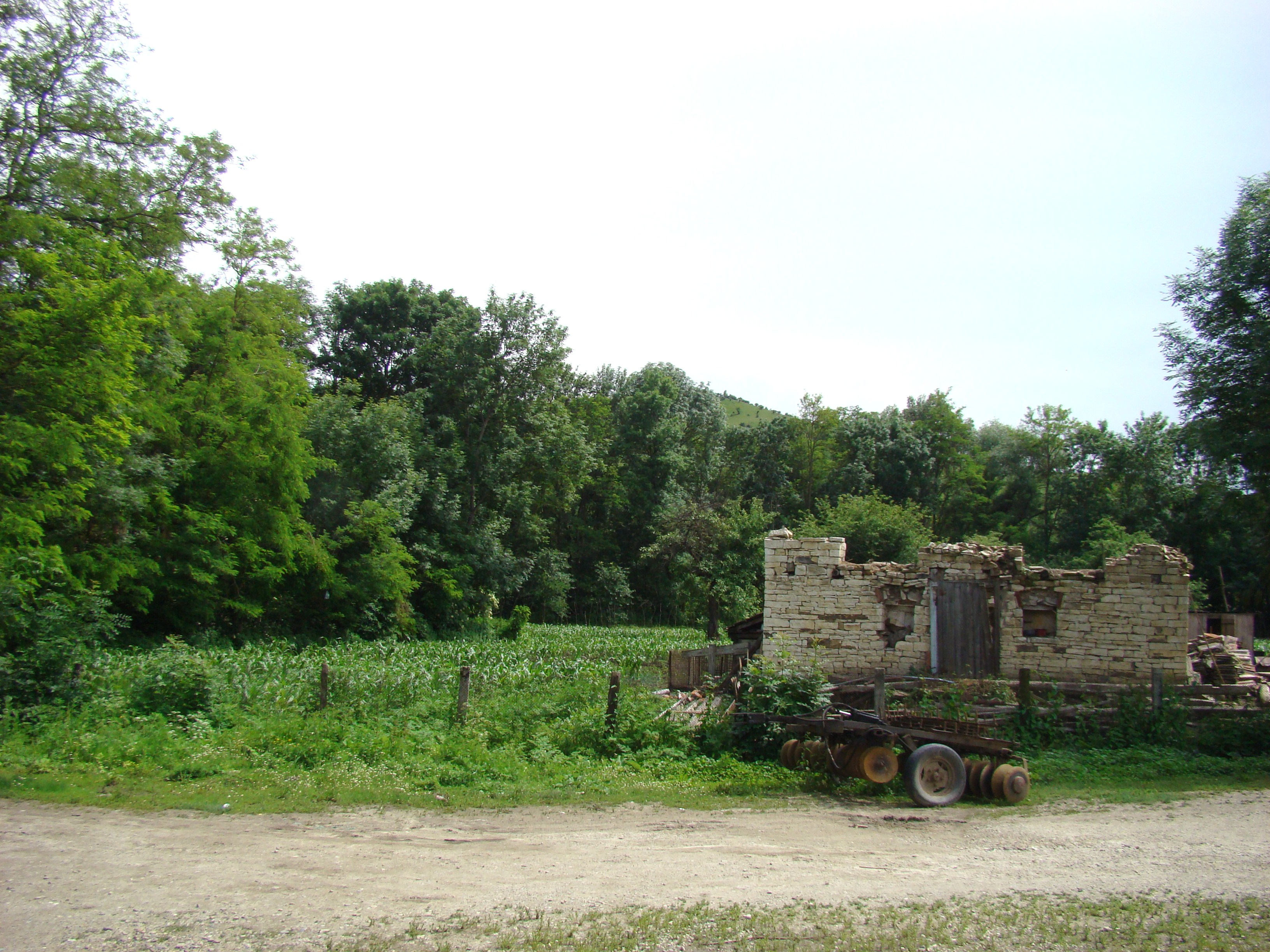
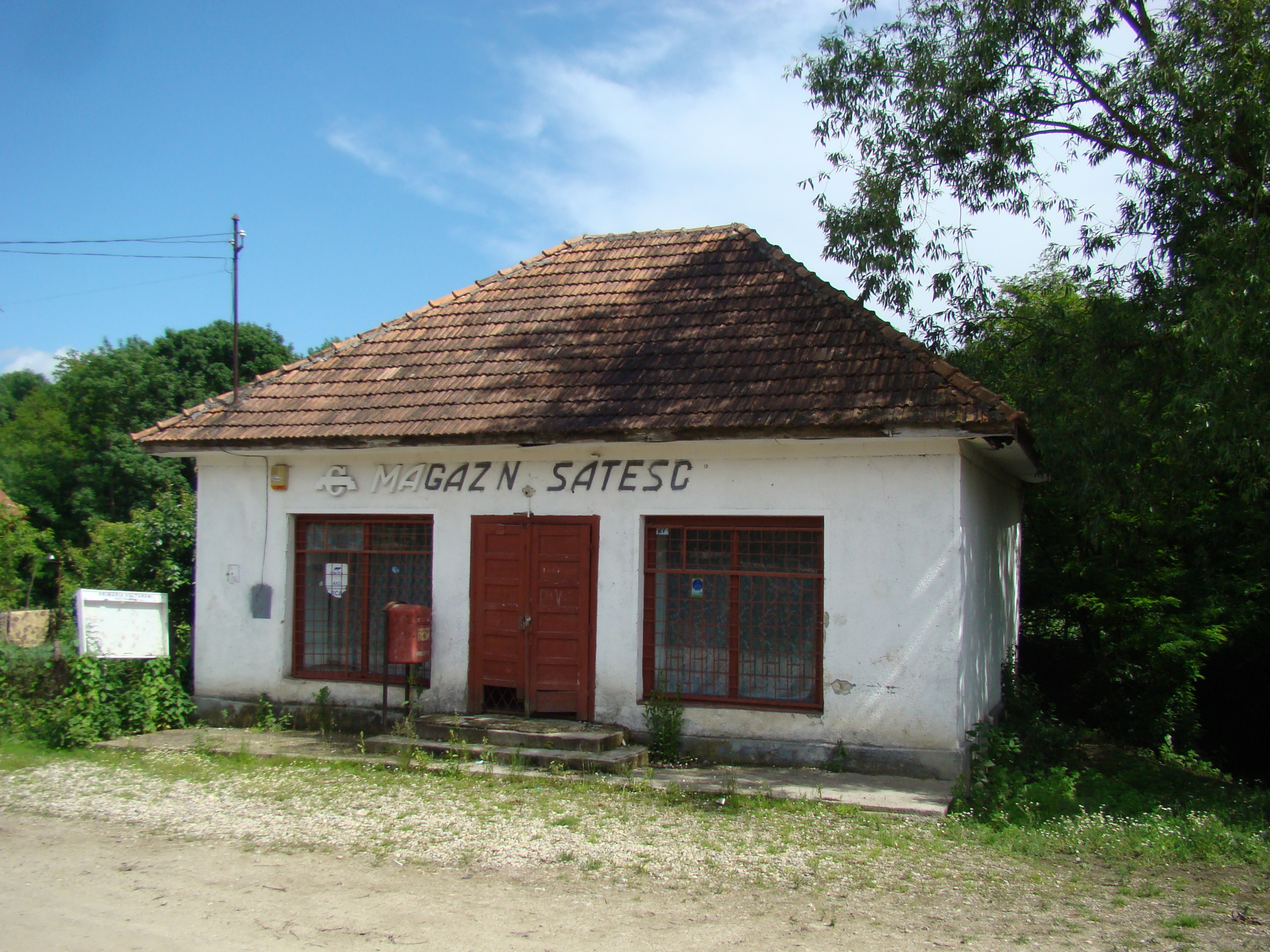
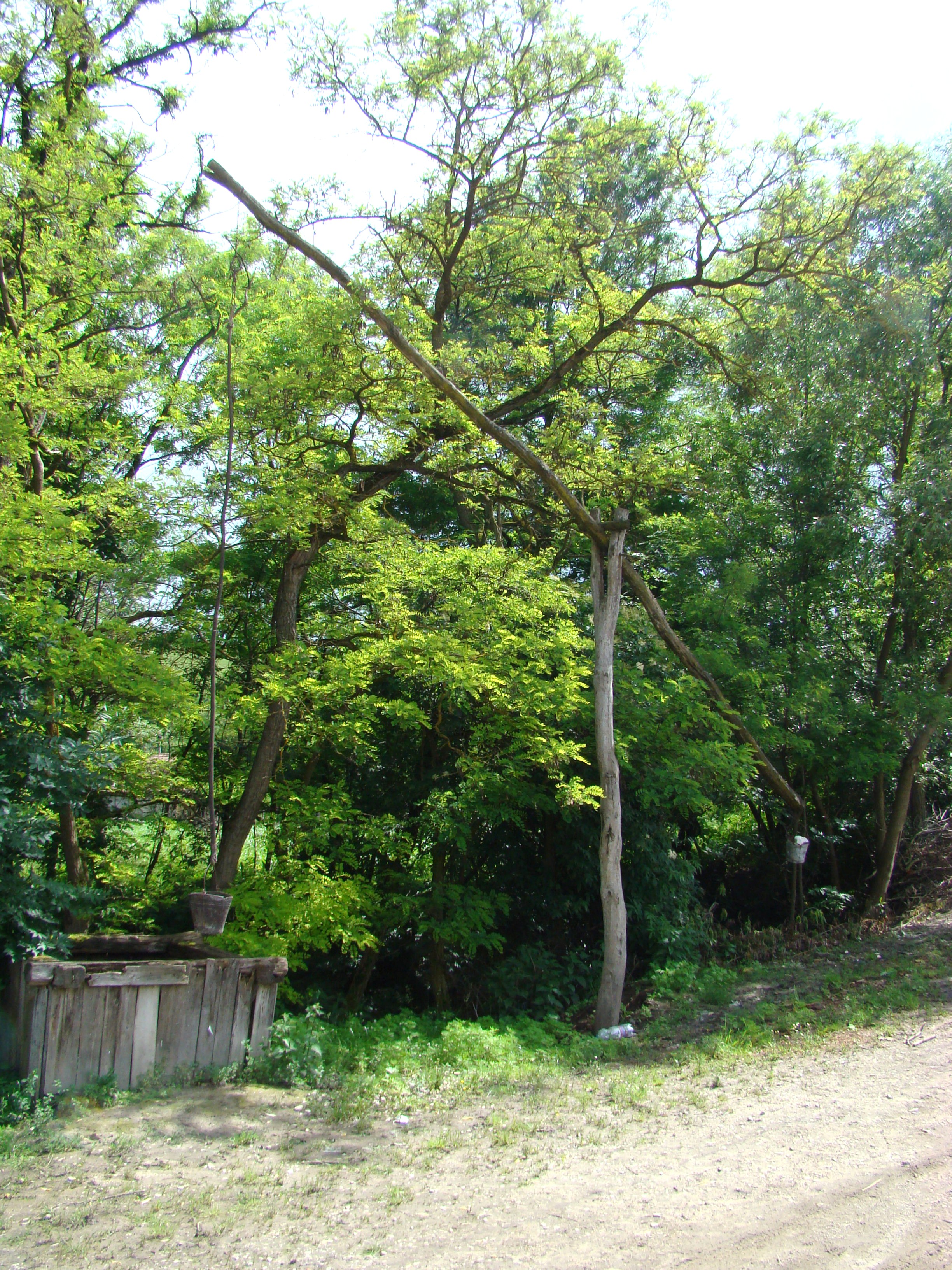
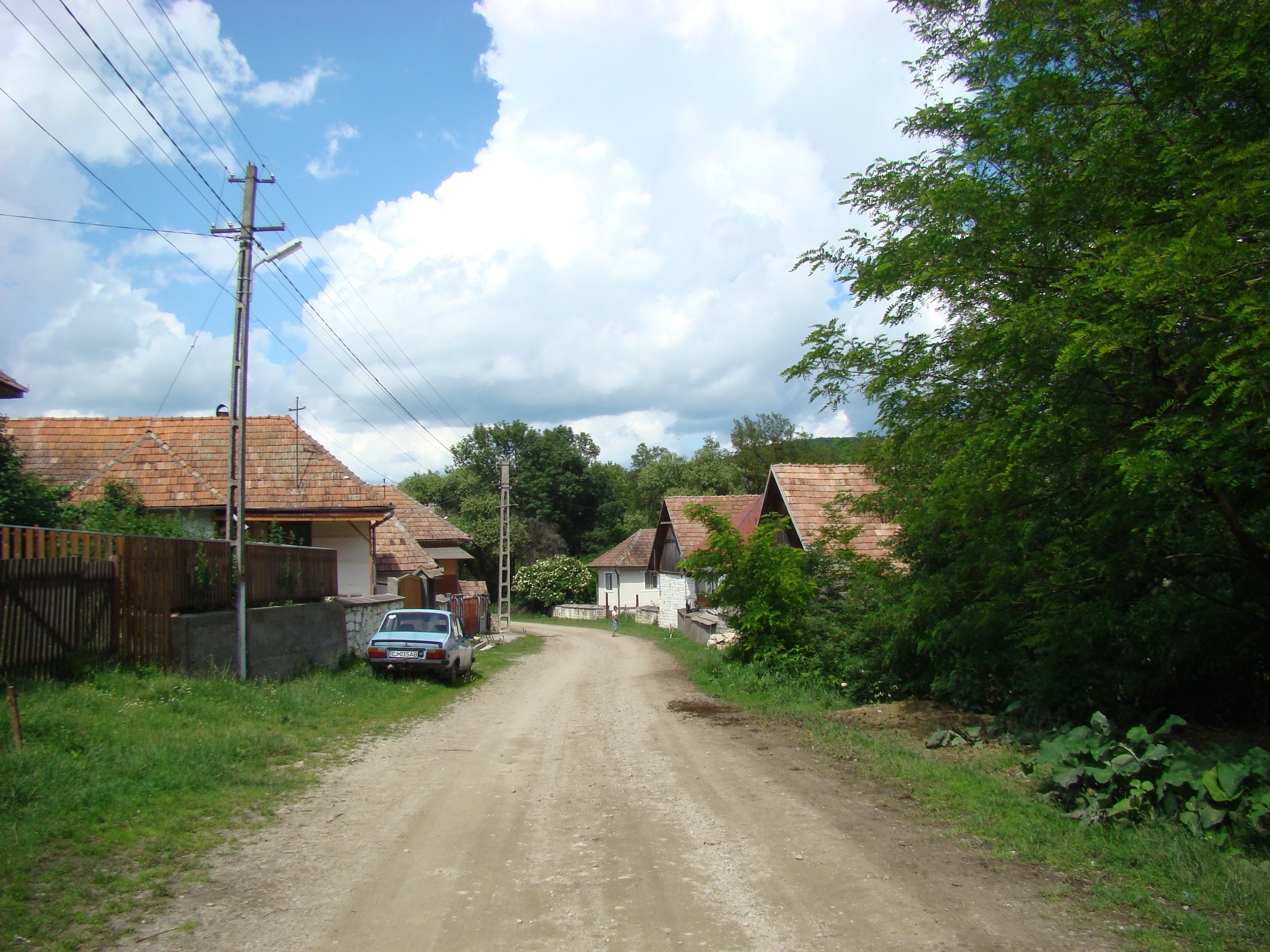
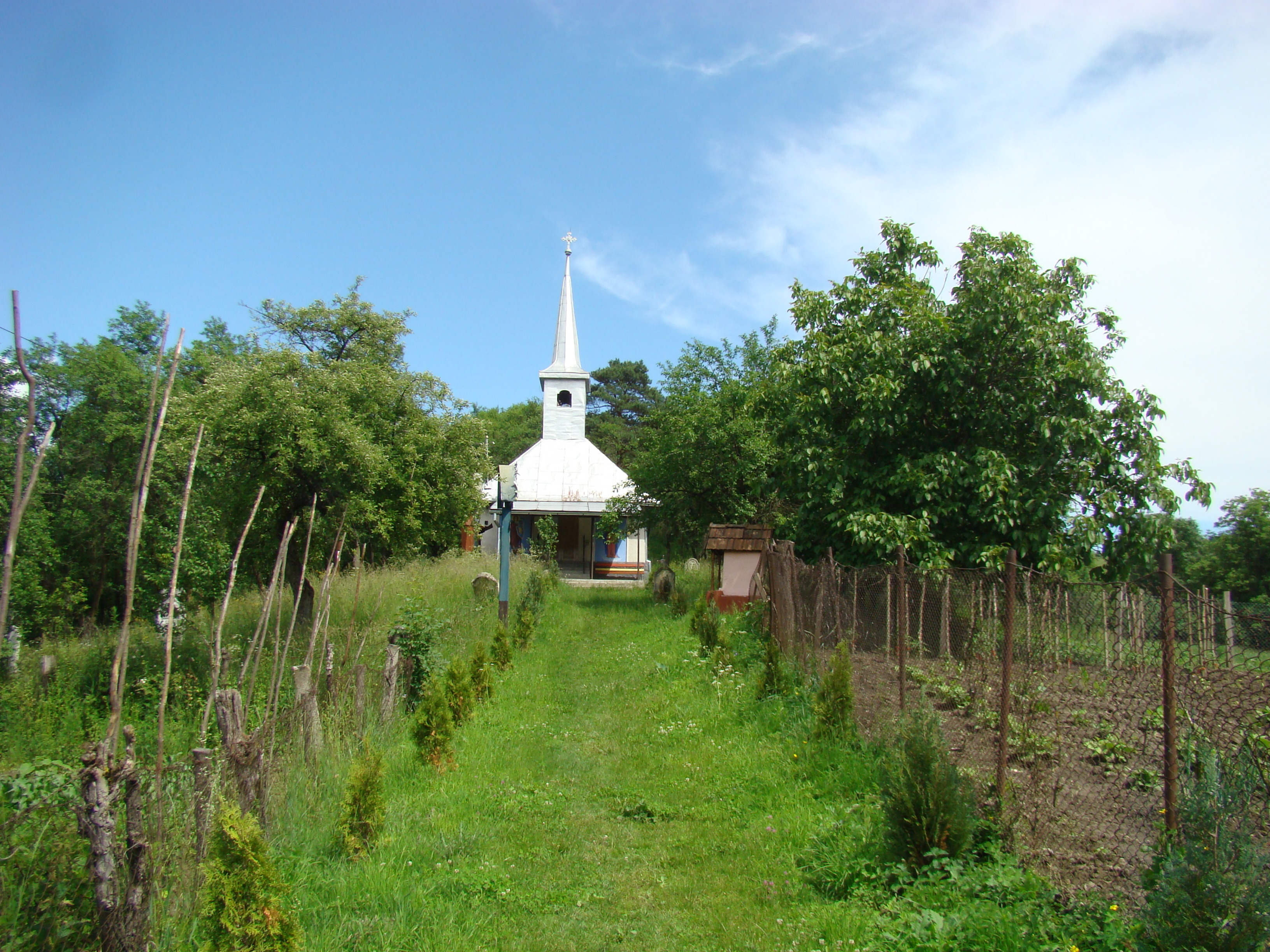
Biserica „Sfinții Arhangheli Mihail și Gavriil” (1885)
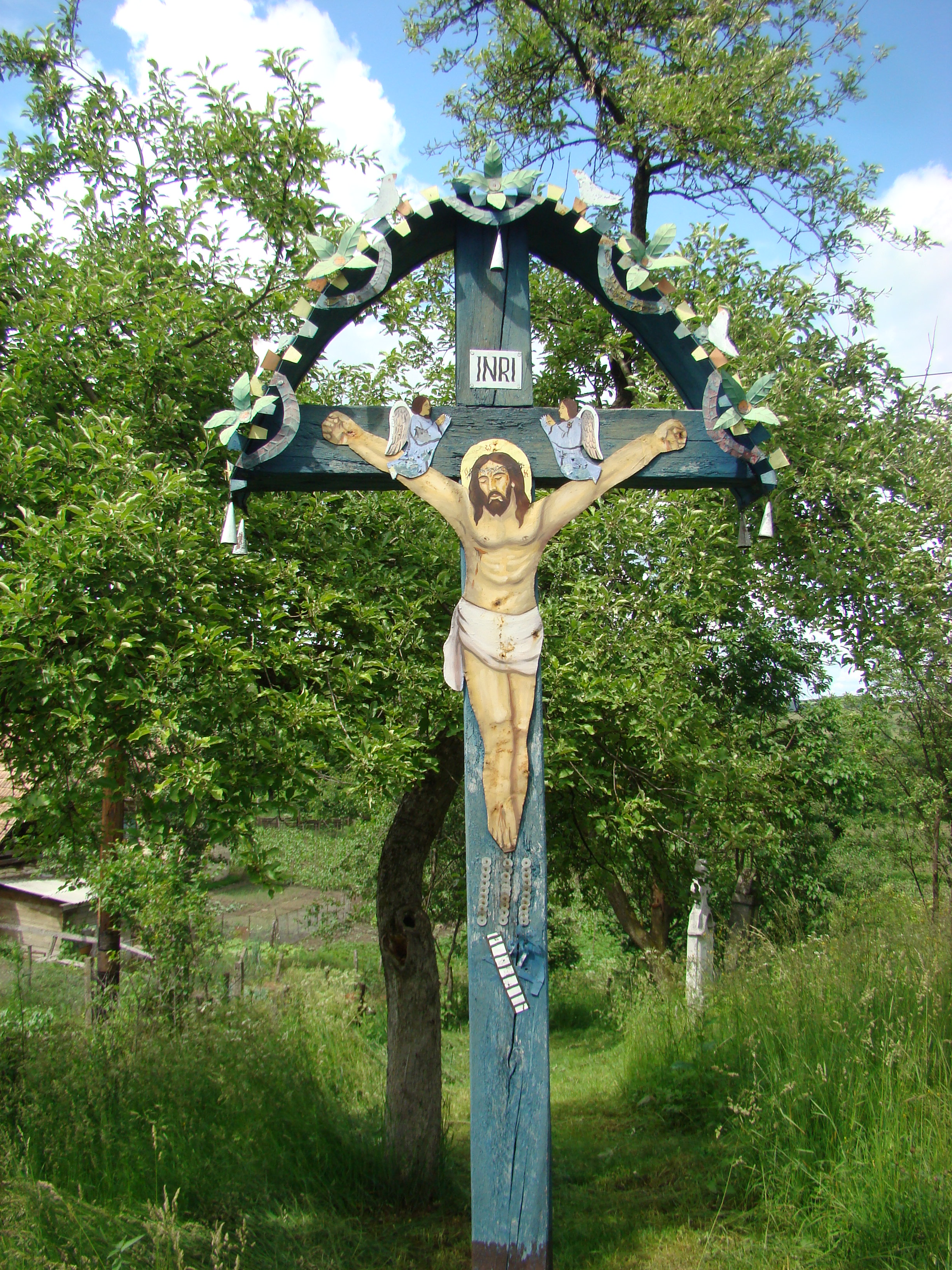
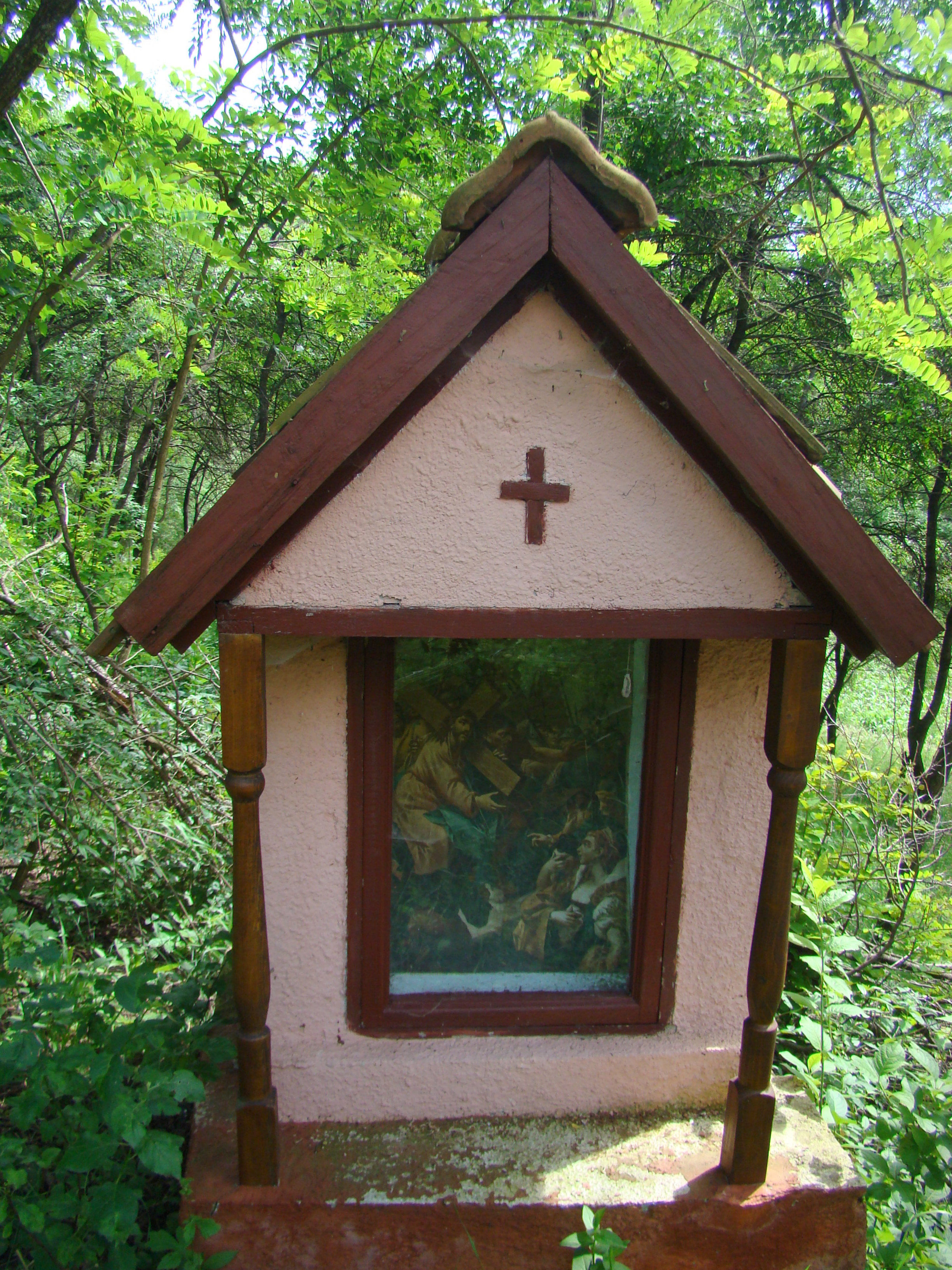
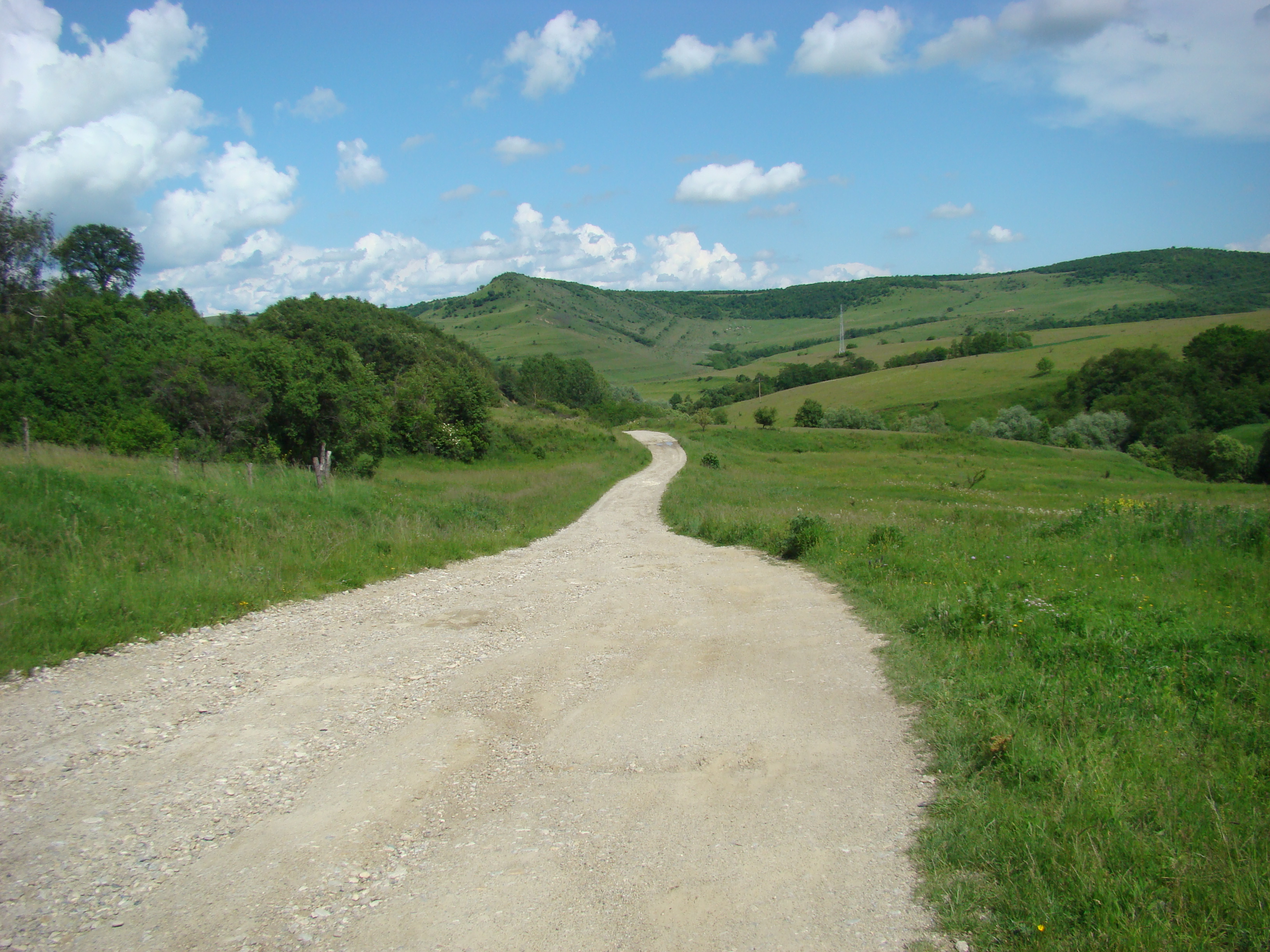
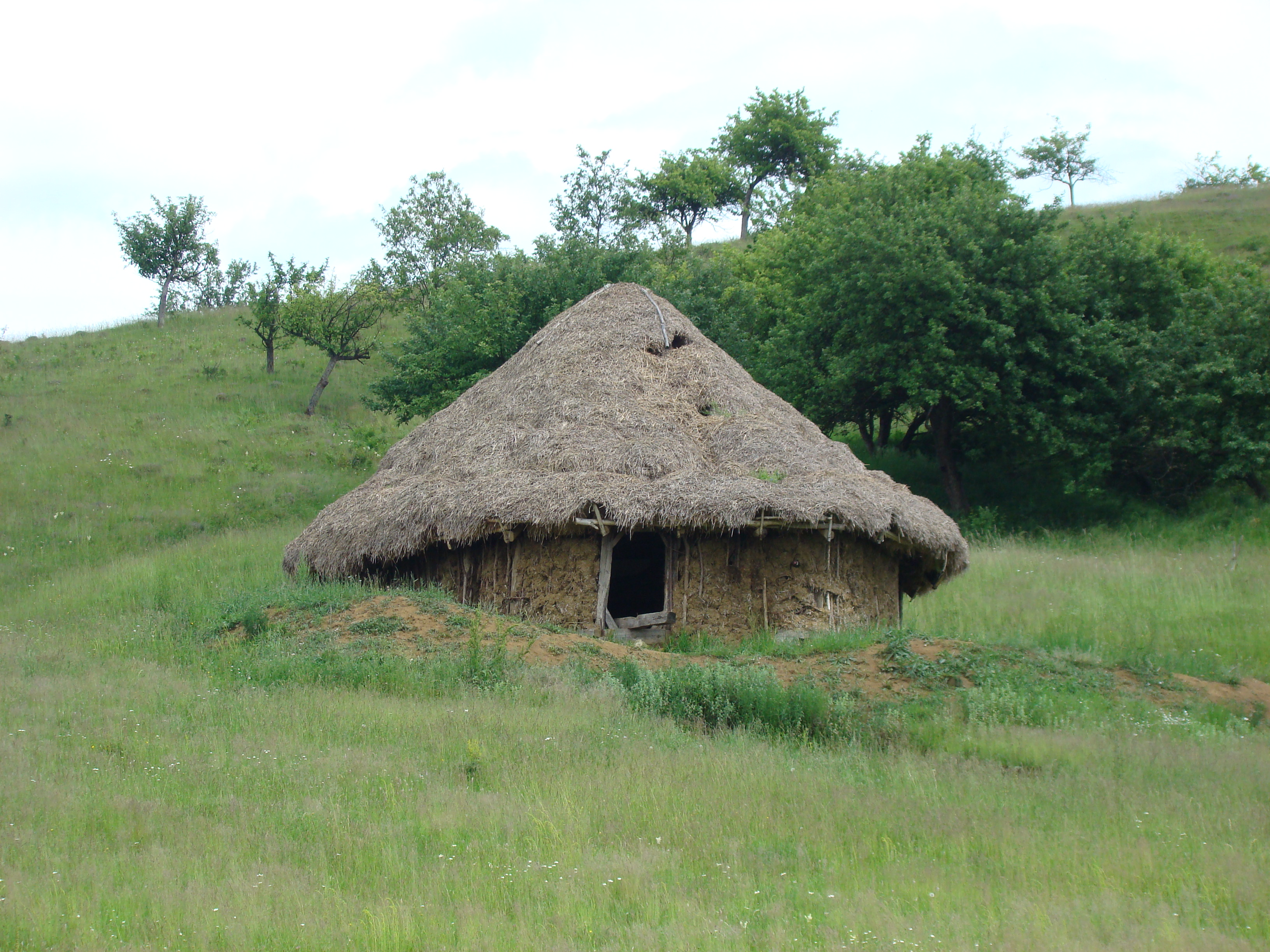